# Dabinović
Dabinović, istaknuta obitelj iz Dobrote koja je uz dobroćanske obitelji Dabčevića, Radimira, Ivanovića, Kamenarovića, Tripkovića i druge obilježila društvenu i gospodarsku povijest svojih matičnih sredina širega područja istočnoga Jadrana i Sredozemlja. Dabinovići su jedna od najvažnijih dobrotskih obitelji. Spominju se još u 16. stoljeću.
Od 18. do 20. stoljeća dala je čak 108 pomoraca, od čega 66 kapetana.
Poznatiji članovi obitelji su pravnik i povjesničar Antun Dabinović, kapetan duge plovidbe Tihomir koji je prikupljao brodsku terminologiju, surađivao na Pomorskoj enciklopediji i organizirao riječnu plovidbu u Jugoslaviji, kapetan duge plovidbe Niko zapovjednik na brodovima Jugoslavenskog Lloyda. Iz novijih vremena tu je brodovlasnik Božo A. Dabinović, koji je u Ženevi osnovao pomorsku agenciju Dabinović S.A. Ovaj poznati pomorski poduzetnik osnovao je tu tvrtku 1956. u Švicarskoj, a poslije preselio u Monako. Njegov sin je Stefan Dabinović, dobitnik nagrade “21. Novembar”, za izuzetan doprinos očuvanju pomorske i kulturne baštine Kotora i Boke kotorske, vlasnik brodarske kompanije “Dabinović” iz Monaka.
Pokraj crkve sv. Eustahija u Dobroti napravljeno je kapetansko groblje, na kojem su pored bratstava Ivanovića, Ivanovića-Moro, Tripkovića, Dabinovića, Kosovića, Marovića, Vulovića, Pasinovića i Petrovića pokopani i Radimiri.
Palača obitelji Dabinović nalazi se šetnicom na poluotoku Plagenti iza palače Radoničić u kojem je danas Institut za biologiju mora.

## Vanjske poveznice
- Radio Dux Dabinović prvi put kupio novogradnju, 27. studenog 2013.
- Dabinović Hrvatska tehnička enciklopedija, portal hrvatske tehničke baštine. LZMK